# Sugar, Sugar
Sugar, Sugar (englisch für „Zucker, Zucker“) ist Lied der fiktiven US-amerikanischen Musikgruppe The Archies, das im Mai 1969 erschien.

## Entstehung und Veröffentlichung
Das Lied wurde von Jeff Barry geschrieben und produziert. Beim Schreibprozess bekam Barry Unterstützung durch Andy Kim.
Die Erstveröffentlichung von Sugar, Sugar erfolgte als Single am 19. Mai 1969 bei Calendar Records. Diese erschien als 7″-Single mit der B-Seite Melody Hill (Katalognummer: 63-1008). Während die Single in den Vereinigten Staaten bei Calendar Records erschien, wurde sie im Rest der Welt bei RCA Victor veröffentlicht. Im gleichen Jahr erschien das Lied als Teil von Everything’s Archie, dem zweiten Studioalbum der Archies. In Deutschland erschien das Album ebenfalls unter dem Titel Sugar, Sugar (Katalognummer: RCA Victor SF 8073).

## Kommerzieller Erfolg
Die Single blieb im ersten Augenblick erfolglos. Der Durchbruch kam erst im Juli 1969, als die progressive Radiostation KYA in San Francisco den Titel wiederholt spielte und die Drogenszene die Passage „pour your sugar on me“ prompt als Drogenbezug interpretierte.

### Chartplatzierungen
Sugar, Sugar avancierte zum Nummer-eins-Hit in Belgien-Flandern, Deutschland, Norwegen, Österreich, den Vereinigten Staaten und dem Vereinigten Königreich.
| ChartsChartplatzierungen       | Höchstplatzierung | Wochen/ Monate |
| ------------------------------ | ----------------- | -------------- |
| Deutschland (GfK)              | 1 (5,5 Mt.)       | 5,5 Mt.        |
| Österreich (Ö3)                | 1 (5 Mt.)         | 5 Mt.          |
| Schweiz (IFPI)                 | 2 (16 Wo.)        | 16 Wo.         |
| Vereinigte Staaten (Billboard) | 1 (22 Wo.)        | 22 Wo.         |
| Vereinigtes Königreich (OCC)   | 1 (26 Wo.)        | 26 Wo.         |

| ChartsJahrescharts (1969)      | Platzierung |
| ------------------------------ | ----------- |
| Vereinigte Staaten (Billboard) | 1           |

| ChartsJahrescharts (1970) | Platzierung |
| ------------------------- | ----------- |
| Deutschland (GfK)         | 15          |
| Österreich (Ö3)           | 12          |

### Auszeichnungen für Musikverkäufe
Die Single verkaufte sich laut Quellen über sechs Millionen Mal weltweit, davon sind über 1,9 Millionen Einheiten mit Schallplattenauszeichnungen belegt. In Deutschland erhielt Sugar, Sugar für 500.000 verkaufter Exemplare eine Goldene Schallplatte. Bis 30. August 1969 wurden weltweit eine Million Exemplare verkauft, am 30. Oktober 1969 bereits über drei Millionen alleine in den Vereinigten Staaten, eine weitere Million kam in Großbritannien hinzu.
| Land/Region                  | Auszeichnungen für Musikverkäufe (Land/Region, Auszeichnung, Verkäufe) | Verkäufe  |
| ---------------------------- | ---------------------------------------------------------------------- | --------- |
| Deutschland (BVMI)           | Gold                                                                   | 500.000   |
| Neuseeland (RMNZ)            | Platin                                                                 | 30.000    |
| Vereinigte Staaten (RIAA)    | Gold                                                                   | 3.000.000 |
| Vereinigtes Königreich (BPI) | Gold                                                                   | 1.000.000 |
| Insgesamt                    | 3× Gold · 1× Platin ·                                                  | 4.530.000 |

## Coverversionen
Wilson Picketts Version – aufgenommen am 19. November 1969 in den Criteria Studios in Miami – erreichte den vierten Platz der US-amerikanischen R&B-Charts und Rang 24 der Billboard Hot 100 erreichte. Die britische Formation Sakkarin (Jonathan King) erreichte im April 1971 Rang zwölf der britischen Hitparade. David Hasselhoff coverte das Lied auf seinem Album Open Your Eyes (2019).